# Signals (альбом)
| Оценки критиков | Оценки критиков |
| Источник        | Оценка          |
| --------------- | --------------- |
| AllMusic        | [ 1 ]           |
| Rolling Stone   | [ 2 ]           |

Signals (рус. «Сигналы») — девятый студийный альбом канадской рок-группы Rush, выпущенный в 1982 году.
Диск занял 10-е место в хит-параде Billboard, третье в Великобритании и первое в Канаде.
Получил статус платинового (продано 1 млн копий) в ноябре 1982 года.

## История
Signals был записан в апреле—июле 1982 года в "Le Studio", Морин Хайтс, Квебек, Канада.
От прошлого альбома (Moving Pictures) отличается бо́льшим использованием электрических инструментов, таких как синтезаторы, секвенсоры и электроскрипка. Длительность песен стала меньше, изменились темы лирики.

## Отзывы
Альбом получил положительные и смешанные отзывы музыкальной критики и интернет-изданий: AllMusic, Rolling Stone.
Журнал Louder назвал Signals в своём обзоре 29-м лучшим альбомом 1980-х годов, а Ultimate Classic Rock поместил Signals на 7-е место в своём списке «Top 10 Rush Albums», в то время как издание Stereogum назвало его 3-м диском лучшим альбом группы (после Moving Pictures и 2112) в списке «Rush Albums From Worst to Best».

## Список композиций
Все тексты написаны Нилом Пиртом, кроме указанных, вся музыка написана Алексом Лайфсоном и Гедди Ли.
| №  | Название                                        | Длительность |
| -- | ----------------------------------------------- | ------------ |
| 1. | «Subdivisions» (Текст песни: Ли, Лайфсон, Пирт) | 5:32         |
| 2. | «The Analog Kid»                                | 4:45         |
| 3. | «Chemistry»                                     | 4:57         |
| 4. | «Digital Man»                                   | 6:22         |
| 5. | «The Weapon»                                    | 6:24         |
| 6. | «New World Man»                                 | 3:43         |
| 7. | «Losing It»                                     | 4:53         |
| 8. | «Countdown»                                     | 5:50         |

## Участники записи
- Гедди Ли — вокал, бас-гитара, клавишные
- Алекс Лайфсон — гитара, бас-синтезатор Moog Taurus
- Нил Пирт — ударные, цимбалы, перкуссия
- Бен Минк[англ.] — электроскрипка (на «Losing It»)

## Хит-парады
| Чарт (1982—2017)                 | Высшая позиция |
| -------------------------------- | -------------- |
| Нидерланды (Album Top 100)       | 31             |
| Норвегия (VG-lista)              | 33             |
| Швеция (Sverigetopplistan)       | 19             |
| Великобритания (UK Albums Chart) | 3              |
| США (Billboard 200)              | 10             |

## Сертификации
| Регион | Сертификация | Продажи    |
| --- | ------------ | ---------- |
| Канада (Music Canada) | Платиновый   | 100 000^   |
| Великобритания (BPI) | Серебряный   | 60 000^    |
| США (RIAA) | Платиновый   | 1 000 000^ |
| * Данные о продажах приведены только на основе сертификации. ^ Данные о тиражах приведены только на основе сертификации. |              |            |